# Ravarino
Ravarino is een gemeente in de Italiaanse provincie Modena (regio Emilia-Romagna) en telt 5900 inwoners (31-12-2004). De oppervlakte bedraagt 28,5 km², de bevolkingsdichtheid is 190 inwoners per km².
De volgende frazioni maken deel uit van de gemeente: Rami, Casoni, Stuffione, La Villa.

## Demografie
Ravarino telt ongeveer 2264 huishoudens. Het aantal inwoners steeg in de periode 1991-2001 met 21,3% volgens cijfers uit de tienjaarlijkse volkstellingen van ISTAT.
| Jaar | Inwoneraantal |
| ---- | ------------- |
| 1991 | 4381          |
| 2001 | 5316          |

## Geografie
De gemeente ligt op ongeveer 23 m boven zeeniveau.
Ravarino grenst aan de volgende gemeenten: Bomporto, Camposanto, Crevalcore (BO), Nonantola.